# Ruská armádní puška soustavy Krnkovy
Ruská armádní puška soustavy Krnkovy M1867 (též Krnkova ruská puška či Krnkovka, rusky Винтовка Крнка́) byla jednoranná zadovka se záklopkovým závěrem komorovaná pro jednotný kovový náboj ráže 15,2 mm. Šlo o přepracovanou „šestičárkovou“ puškovou mušketu Model 1857. Autorem této přestavby byl český puškař a vynálezce Sylvestr Krnka.

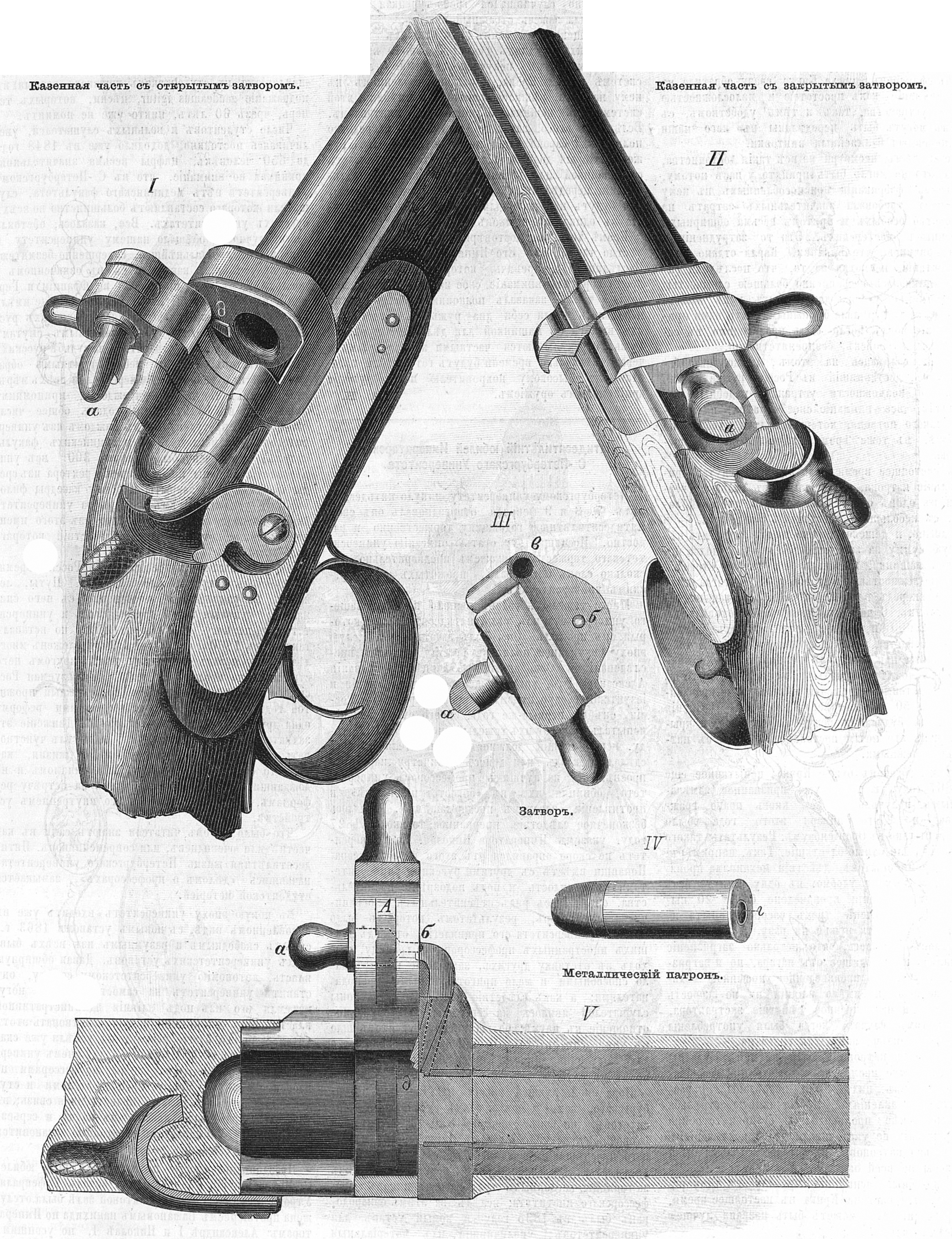
Konstrukce pušky

Krnkova puška se podobala soudobým přestavbám, jako byly britská puška Snider-Enfield a francouzská puška Tabatière. V roce 1869 byla přijata do výzbroje armády carského Ruska, kde ji však zanedlouho nahradila puška zkonstruovaná Američanem Hiramem Berdanem. Nicméně obě zbraně sloužily v carské armádě jistý čas společně.
Přestavbu Modelu 1857 na Krnkovu armádní pušku prováděla Tulská zbrojovka (Тульский оружейный завод, TOZ), kde se vyráběly převážně dvě hlavní verze – pěchotní a jezdecká. Řada Krnkových pušek byla po stažení z armádní výzbroje přestavěna na lovecké pušky.